# Batman en Robin
Batman en Robin is een kunstwerk in Amsterdam-West.
Deze Batman en Robin zijn van de hand van kunstenaar Stef Vedder. Hij maakte in 2006 twee beelden van superkoeien, zoals de kunstenaar zelf omschrijft. De versie 2006 bestond uit beeltenissen van Superman en Spiderman. Zij kwamen te staan in en rondom het WestCord Art Hotel aan de Spaarndammerdijk, Amsterdam-West. In 2017 werd het volgens het hotel tijd voor nieuwe helden en kwamen er deze Batman en Robin, eveneens in de vorm van koeien en eveneens van polyester.
Batman en Robin kijken uit op Gebroken Cirkel van Ad Dekkers.